# Ancienne cour de justice de Fairon
L'ancienne cour de justice de Fairon est un important bâtiment ancien situé à Fairon dans la commune de Hamoir en province de Liège (Belgique).

## Localisation
L'ancienne cour de justice se situe sur deux voiries (la rue du Ruisseau et la rue de la Justice) du centre du village de Fairon, en rive gauche du Bloquay, un affluent de l'Ourthe. Le Bloquay coule contre la partie sud-ouest du bâtiment le long de la rue du Ruisseau. La rue de la Justice se détache de la route nationale 654 Comblain-au-Pont - Hamoir, traverse la cour intérieure et rejoint la rue du Ruisseau par un arvô (passage voûté).

## Historique
Dans ce bâtiment, se trouvait une cour de Justice de la principauté de Stavelot-Malmedy dont le village de Fairon faisait partie. Cette cour remplissait des fonctions administratives et réglait les petits délits du comté de Logne, district de la partie occidentale de cette principauté abbatiale. Ces fonctions durèrent jusqu'à la fin de l'Ancien Régime (1795). Les plus anciens bâtiments dateraient du XVIIe siècle. Ensuite, en 1781 et 1799, deux ailes perpendiculaires composées principalement de granges ont complété l'ensemble devenu progressivement puis exclusivement une exploitation agricole. L'ensemble sera encore remanié ou complété au cours des deux derniers siècles.

## Description
Les bâtiments élevés principalement en pierre calcaire et en grès sont disposés en U formant une cour rectangulaire jadis fermée d'environ 600 m2 (environ 36 m x 17 m). La rue de la Justice pénétrant dans la cour ainsi que les trottoirs placés au pied des façades ont été réalisés en pierres et galets provenant de l'Ourthe toute proche. L'aile sud-est se compose de plusieurs granges comprenant trois portes charretières avec arcs en plein cintre dont celle de gauche est datée de 1799. Le côté sud-ouest possède un arvô (passage voûté) avec arc en anse de panier du côté de la cour. L'aile nord-ouest comprend le corps de logis haut de deux niveaux et demi sur caves hautes. On y accède par un perron de huit marches. La façade longeant la rue du Ruisseau possède une tour semi-circulaire en brique d'un niveau placée à droite du porche d'entrée ainsi qu'une tour d'angle circulaire de deux niveaux en pierre calcaire avec toiture d'ardoises à six pans érigée au sud du bâtiment.
Ces bâtiments historiques sont repris à l'inventaire du patrimoine culturel immobilier de la Wallonie  mais ne font pas l'objet d'un classement.

## Activités
Le bâtiment abrite un gîte rural.

## Galerie

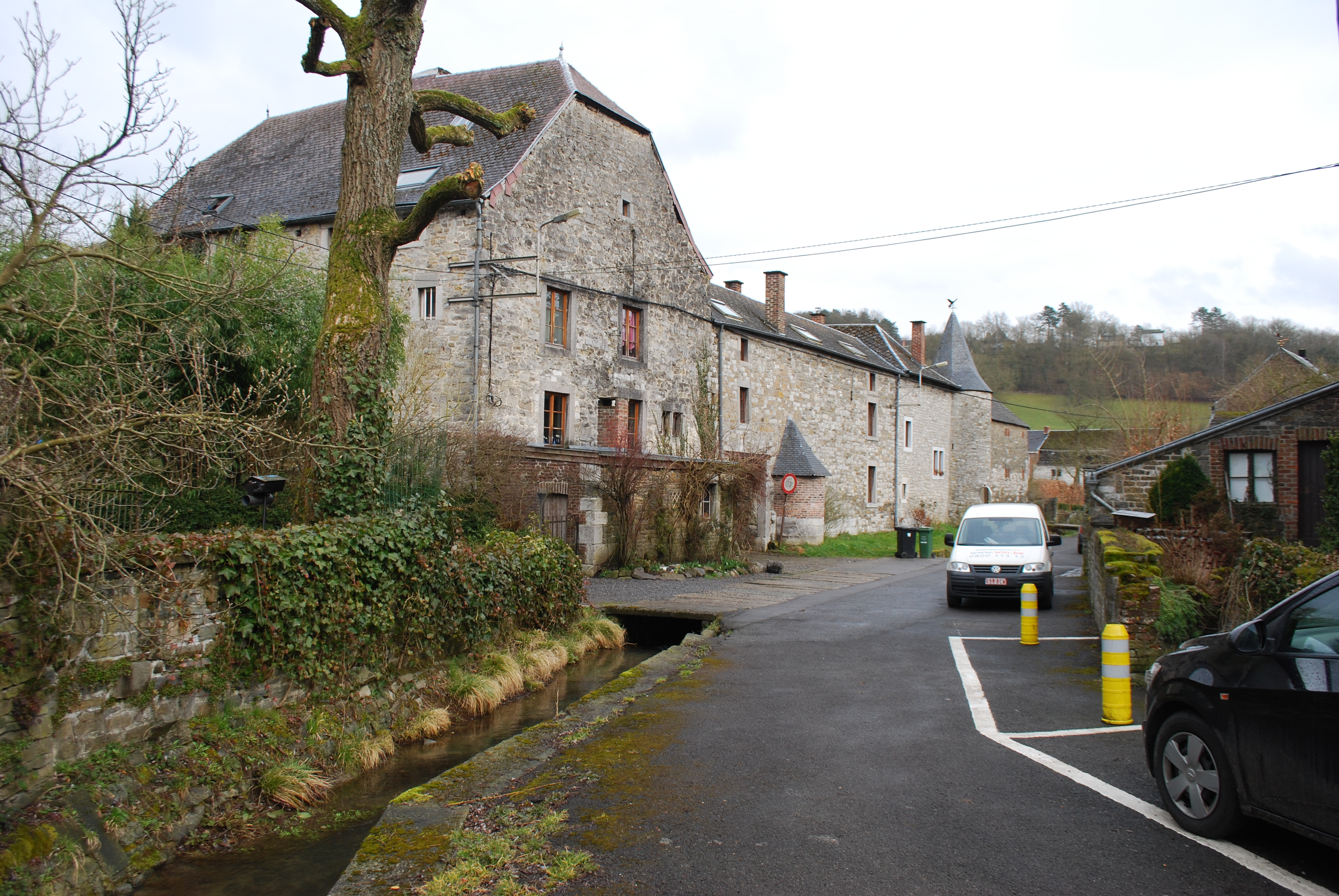
Vue depuis la rue du Ruisseau
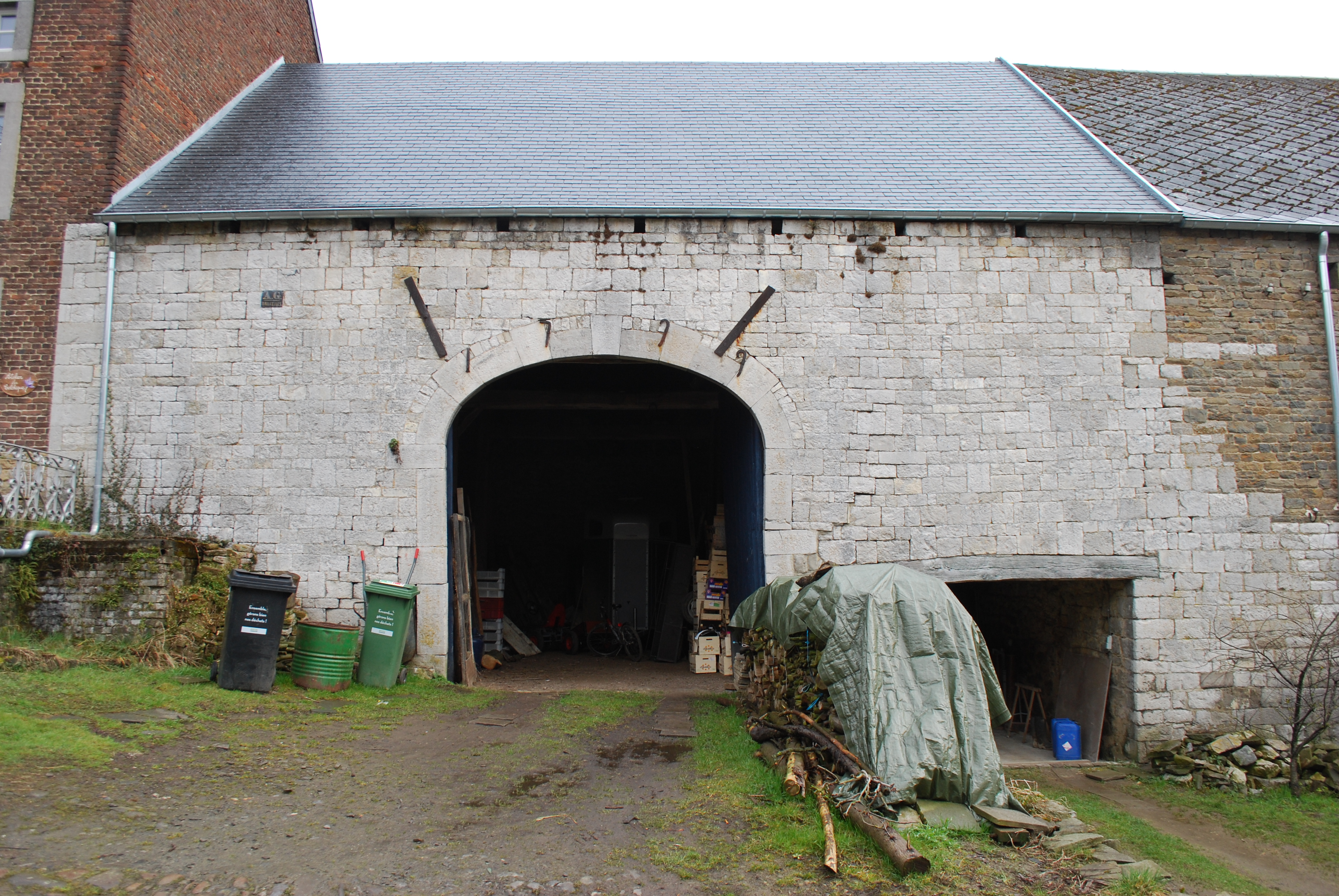
La grange de 1799
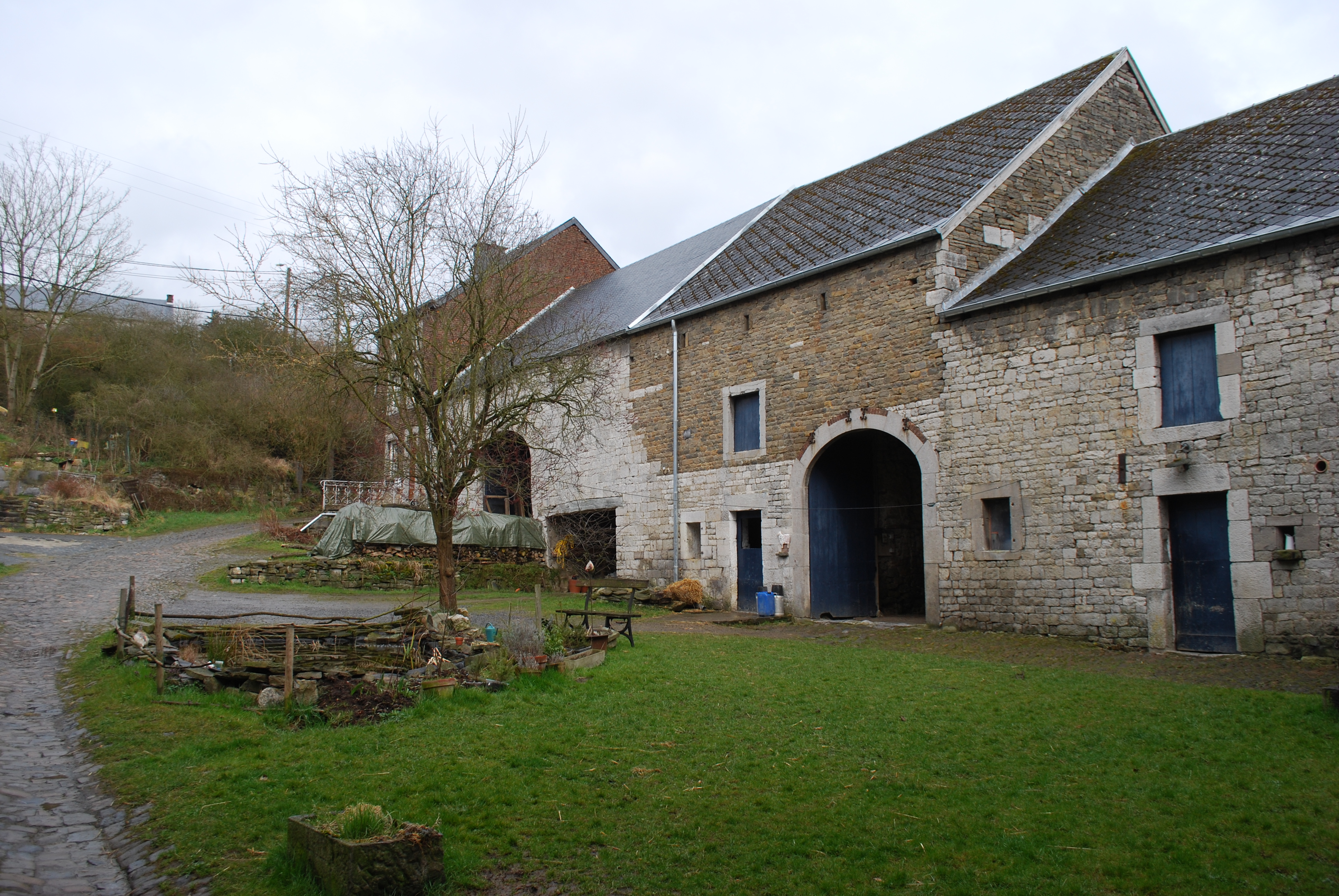
L'aile sud-est
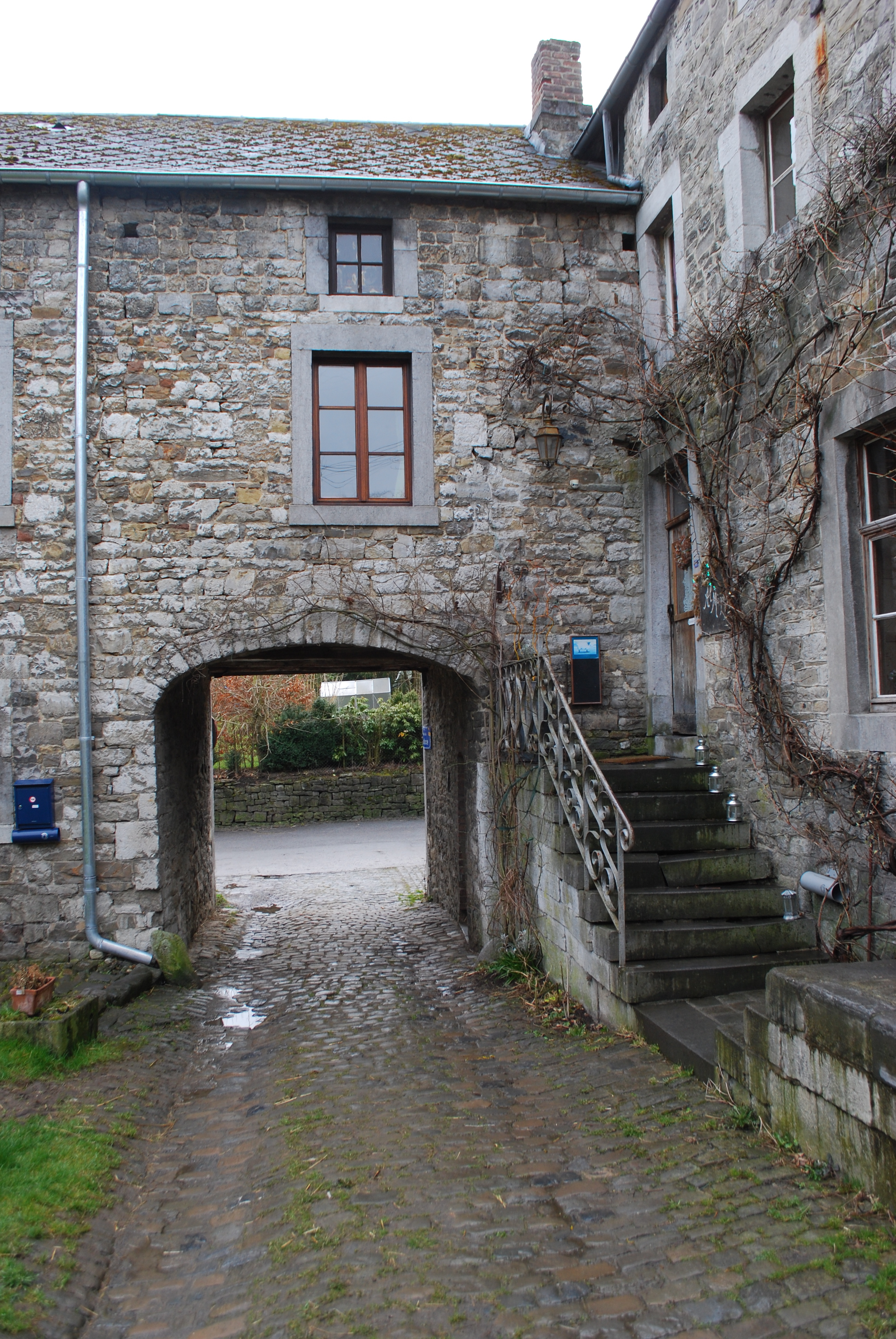
L'arvô et, à droite, le corps de logis

### Sources et liens externes
- Inventaire du patrimoine culturel immobilier de la Région wallonne